# NGC 1482
NGC 1482 (również PGC 14084) – galaktyka soczewkowata (S0-a), znajdująca się w gwiazdozbiorze Erydanu. Odkrył ją William Herschel 19 grudnia 1799 roku. Jest to galaktyka gwiazdotwórcza oddalona o 27,37 Mpc (ok. 89 milionów lat świetlnych) od Ziemi.
W galaktyce tej odkryto supernową SN 1937E.